# Stjärnstoft
Stjärnstoft (originaltitel: Stardust) är en roman från 1999, skriven av den brittiske författaren och serieskaparen Neil Gaiman.

## Handling
Sagan tar sin början i byn Wall, som ligger någonstans på den engelska landsbygden, öster om en hög stenmur av vilken staden har fått sitt namn. Stenmuren utgör gränsen mellan Storbritannien och Älvalandet, som bara är åtkomligt genom magi eller genom en öppning i muren. Vid murens öppning står det ständigt vakter från Wall som ser till att fel personer inte tar sig in till det magiska landet på andra sidan muren. Endast en gång var nionde år, runt midsommar, är det tillåtet att ta sig genom muren, då det hålls en stor marknad på ängen på andra sidan.
I Wall bor en ung man vid namn Dunstan Thorn och det här året bestämmer han sig för att gå på den spektakulära marknaden i Älvalandet. Där köper han en snödroppe i glas för en kyss av en fastkedjad älvaflicka, som förför honom, och den kommande natten älskar de med varandra. Hans tankar är endast fyllda med kvinnan från Älvalandet, men han ger ändå snödroppen till sin trolovade, Daisy, och de gifter sig en månad senare. I februari följande år lämnas en korg vid öppning en muren, innehållande ett spädbarn och en lapp med barnets namn: Tristran Thorn.
Tristran Thorn växer upp i Wall med Dustan, Daisy och sin yngre syster, ovetande om att Daisy inte är hans riktiga mor. Han är, precis som alla pojkarna i byn, blint förälskad i den vackra Victoria Forester, trots att hon är kall och nedlåtande mot honom. När de en kväll ser en stjärna falla på himlen i väster lovar Tristran att hämta hem stjärnskottet åt henne om hon bara ville gifta sig med honom.
Tristran tar sig genom öppningen i muren och ger sig av in i Älvalandet för att leta rätt på den fallna stjärnan. Han blir snart varse att i Älvalandet tar stjärnor formen av människor, och att stjärnan han lovat åt Victoria bär namnet Yvaine och har en egen vilja. Tristran försöker få mig sig henne hem mot hennes vilja, men börjar bli osäker på vad som är rätt sak att göra när han blir mer och mer hänförd av henne, och när han inser att det är fler än han som är ute efter henne.

## Film
En filmatisering av boken, Stardust, hade premiär 2007. Den är regisserad av Matthew Vaughn. Huvudrollerna spelas av bland andra Charlie Cox och Claire Danes, med Ian McKellen som berättare.